# Колорит
Колори́т — система співвідношення кольорів, що утворює певну єдність і є естетичним проявом барвистого різноманіття дійсності.                                                       Колорит один із найважливіших засобів емоційної виразності, істотний компонент художнього образу твору.
У переносному значенні — сукупність особливостей, своєрідність, характерна особливість чого-небудь.

## Кольори у колориті
Поєднання кольорів у колориті відбувається за принципом підпорядкованості, вони знаходяться у тісній взаємодії та співпраці. Характер колориту пов'язується зі змістом та загальним задумом композиції, стилем. Розрізняються головні кольори та другорядні. Перші визначають загальний колористичний настрій композиції. Другорядними досягається ефект кольорового багатства та підкреслюється роль головних кольорів. При створенні художнього образу кольорове вирішення повинно враховувати співвідношення частин малюнку, їх ритмічне розташування.